# IC 1714
IC 1714 је спирална галаксија у сазвјежђу Кит која се налази на листи објеката дубоког неба у Индекс каталогу.
Деклинација објекта је - 13° 1' 29" а ректасцензија 1h 32m 53,1s. Привидна величина (магнитуда) објекта IC 1714 износи 15,2 а фотографска магнитуда 16,0.